# Молари, Юха
Ю́ха Мо́лари (фин. Juha Molari; род. 28 марта 1964, Савонлинна, Финляндия) — бывший финский лютеранский настоятель, доктор богословия, обозреватель (RT, Russia Today), критик чеченского сепаратизма, по собственному утверждению, сторонник активной борьбы с русофобией в Финляндии. Молари вышел из состава Евангелическо-лютеранской церкви Финляндии (с 27 октября 2011) и 30 октября 2011 года был принят в лоно Русской православной церкви, став членом Свято-Никольского русского прихода в Хельсинки.
По сообщению финской и российской прессы якобы подвергался уголовному преследованию на территории Финляндии по обвинению в разжигании межнациональной розни в отношении чеченцев, но на деле уголовное дело даже не было возбуждено.
Неоднократно заявлял о своём намерении покинуть Финляндию и переселиться в Россию в связи с угрозой жизни у себя на родине.
15 октября 2011 года в Москве Молари участвовал в конференции Евразийского Народного Фронта и международного движения «Интернациональная Россия» в Общероссийского Народного Фронта.

## Биография
Родился 28 марта 1964 года в г. Савонлинна.
В 1989 году получил в Хельсинкском университете степень магистра теологии.
В 2009 году получил в Хельсинкском университете степень доктора теологии.
С 1989 по 2007 годы служил пастором в церковном приходе Малми.
С 2001 по 2004 годы в хельсинкском институте Хелия (Haaga-Helia The University of Applied Sciences); Бакалавр делового администрирования (ВВА)- сфера специализации российская торговля и управление бизнесом, а также маркетинговые коммуникации.
С 2006 по 2008 годы изучал информационные технологии в хельсинкском институте Хаага-Хелия (The University of Applied Sciences in Information technology).
С 2008 по 2011 годы настоятель финского прихода в Похья. 14 апреля 2011 года запрещён в служении до дальнейшего уведомления в связи со скандальными высказываниями в адрес чеченских сепаратистов.
В 2003-2004 годах учился в Санкт-Петербургской государственной академии экономики и финансов (ФИНЭК).
7 февраля 2009 года защитил в Хельсинкском Университете докторскую диссертацию на тему «Q-Евангелия и психоистории»; научный труд был посвящён исследованию психодинамики различных экстремистских движений и группировок.

## Политическая деятельность
Является участником Антифашистского комитета Финляндии (фин. Suomen antifasistinen komitea). У «Кавказ-Центра» вышло более двухсот статей против Молари.
В ответ на организацию весной 2009 года в Тампере финским фондом «Про Карелия» показа фильма «Советская история», снятого латвийским режиссёром Эдвинсом Шноре, пастор Молари охарактеризовал ленту как антироссийскую.
Баллотировался в парламент Финляндии на выборах 2011 года от Рабочей Партии Финляндии, где получил 10 голосов.
По сообщению финской прессы, 3 июля 2012 года в связи с обвинениями в оскорблении чести министра развития Хейди Хауталы, участвующей по мнению Молари в антироссийской компании, был оправдан уездным судом. Но на деле уголовное дело даже не было возбуждено.

## Правозащитная деятельность
Также известен выступлениями в поддержку Риммы Салонен в связи с чем назвал ошибкой действия финского дипломата, помогшего бывшему мужу Риммы — Пааво Салонену вывезти ребёнка из России. В целом историю с Салонен пастор рассматривает как «семейную трагедию, в освещении которой необходимо было выслушивать обе стороны».

## Прочее
Сейчас работает над книгой по информационной психологии на материале войн в Прибалтике.
Сотрудничал как корреспондент с финско-русскими периодическими изданиями (Финляндский Торговый Путь (газета)).

## Труды
- Molari, Juha: Q-evankeliumi ja psykohistoria: Uuden testamentin eksegetiikan väitöskirja. Helsinki: Helsingin yliopisto, 2009. ISBN 978-952-92-4839-1 Текст
- Молари, Юха: The Government and Middle-Size Enterprises in Finland and Sweden. Государство и бизнес. Вопросы теории и практики: моделирование, менеджмент, финансы. СЗАГС: Санкт-Петербург 2011 (ISBN 978-5-89781-364-3)